# تابو منگومنی
تابو منگومنی (انگلیسی: Thabo Mngomeni؛ زادهٔ ۲۴ ژوئن ۱۹۶۹) یک بازیکن فوتبال اهل آفریقای جنوبی است.
وی همچنین در تیم ملی فوتبال آفریقای جنوبی بازی کرده‌است.